# Florian Fitzal
Florian Fitzal (* 18. April 1974) ist ein österreichischer Chirurg. Zu seinen Schwerpunkten gehört die Viszeralchirurgie und die Behandlung von Brustkrebs. Fitzal ist Leiter des Brust-Gesundheitszentrums am Krankenhaus der Barmherzigen Schwestern in Linz und außerordentlicher Professor für Chirurgie an der Universitätsklinik Wien.

## Auszeichnungen
- 1999 Young Investigator Award der American Shock Society
- 1999 Dissertationspreis der Österreichischen Gesellschaft für Anästhesiologie und Reanimationsmedizin
- 2003 Young Investigator Award der Society of Wound Repair Regeneration
- 2003 und 2004 Theodor Billroth Preis der Österreichischen Gesellschaft für Chirurgie
- 2005 Young Investigator Award der European Shock Society
- 2005 und 2009 AstraZeneca Forschungsförderungspreis für Senologie
- 2011 Förderungspreis der Stadt Wien für das wissenschaftliche Gesamtwerk (Krebsforschung)
- 2011 Aco Asso Stumpf Stipendium für die Studie SELTO

## Publikationen (Auswahl)
- als Herausgeber mit Peter Schrenk: Oncoplastic Breast Surgery: A  Guide to Clinical Practice. Springer, Wien, New York,  2010, ISBN 978-3-211-99316-3
- mit Gnant M, Mlineritsch B, Schippinger W, Luschin-Ebengreuth G, Pöstlberger S, Menzel C, Jakesz R, Seifert M, Hubalek M, Bjelic-Radisic V, Samonigg H, Tausch C, Eidtmann H, Steger G, Kwasny W, Dubsky P, Fridrik M, Fitzal F, Stierer M, Rücklinger E, Greil R: Endocrine therapy plus zoledronic acid in premenopausal breast cancer. The New England Journal of Medicine. 2009 Feb 12;360(7):679-91. doi:10.1056/NEJMoa0806285.

- mit Gnant M, Mlineritsch B, Luschin-Ebengreuth G, Kainberger F, Kässmann H, Piswanger-Sölkner JC, Seifert M, Ploner F, Menzel C, Dubsky P, Fitzal F, Bjelic-Radisic V, Steger G, Greil R, Marth C, Kubista E, Samonigg H, Wohlmuth P, Mittlböck M, Jakesz R: Adjuvant endocrine therapy plus zoledronic acid in premenopausal women with early-stage breast cancer: 5-year follow-up of the ABCSG-12 bone-mineral density substudy. The Lancet Oncology. 2008 Sep 1